# Mapa de restrição
Um mapa de restrição é um mapa dos locais de restrição (corte) conhecidos dentro de uma sequência de ADN. O mapeamento restrição exige o uso de enzimas de restrição. Em biologia molecular, mapas de restrição são usadas como uma referência para se obterem plasmídeos ou pedaços curtos de ADN, e às vezes também para ADN mais longo, ADN genómico. Existem outras formas de recursos de mapeamento de ADN para as moléculas de ADN de comprimento mais longo, como o mapeamento por transdução.